# Alfred-Marie Liénard
Pour les articles homonymes, voir Liénard.
Alfred-Marie Liénard, né à Amiens le 2 avril 1869 et mort à Paris le 29 avril 1958, est un physicien français. Ses recherches s'étendent de la mécanique des fluides (prix Vaillant, 1911) aux potentiels retardés en électromagnétisme (prix Poncelet, 1929).

## Biographie
Entré en 1887 à l'École polytechnique, il en sort troisième en 1889 dans le Corps des Mines. Après quelques années de service comme ingénieur il est nommé en 1895 professeur à l'École des Mines de Saint-Étienne. Sa carrière est à partir de là exclusivement consacrée à l'enseignement et à la recherche. Il est nommé, en 1908, à l'École des mines de Paris dont il deviendra sous-directeur en 1918 et directeur de 1929 à 1936, après y avoir occupé pendant plus de 20 ans la chaire d'Électricité industrielle.

## Travaux
En 1898 il publie dans la revue l'Éclairage électrique le premier calcul correct du champ électromagnétique produit par une charge ponctuelle, animée d'un mouvement absolument quelconque, le décrivant par des potentiels retardés (potentiels de Liénard-Wiechert). Il ouvre ainsi la voie, entre autres, à la découverte du rayonnement synchrotron.
En 1913, avec son collègue Chipart, il améliore le critère de stabilité de Routh-Hurwitz (critère de Liénard–Chipart) en divisant par 2 le nombre de déterminants à calculer.

## Distinctions
- 1911 : prix Vaillant de l'Académie des sciences[6]
- 1929 : prix Poncelet de l'Académie des sciences[7]
- Commandeur de la Légion d'honneur[2]